# Міорська волость
Міорська волость — адміністративно-територіальна одиниця Дісненського повіту Віленської губернії.
Станом на 1886 рік — складалася з 55 поселень, 13 сільських громад. Населення — 4917 осіб (1361 особа чоловічої статі та 1372 — жіночої), 277 дворових господарств.
|                     | Площа, десятин | У тому числі орної, десятин |
| ------------------- | -------------- | --------------------------- |
| Сільських громад    | 3333           | 2390                        |
| Приватної власності | 16736          | 3757                        |
| Казенної власності  | —              | —                           |
| Іншої власності     | —              | —                           |
| Загалом             | 20069          | 9178                        |

Найбільше поселення волості:
- Міори — містечко при озері Щелно-Міорки за 39 верст від повітового міста, 17 осіб, 2 двори, костел, народне училище, 3 корчми, ярмарки: 15 серпня та 8-10 серпня.